# Форстерн
Форстерн (њем. Forstern) општина је у њемачкој савезној држави Баварска. Једно је од 26 општинских средишта округа Ердинг. Према процјени из 2010. у општини је живјело 3.242 становника. Посједује регионалну шифру (AGS) 9177119.

## Географски и демографски подаци
Форстерн се налази у савезној држави Баварска у округу Ердинг. Општина се налази на надморској висини од 520 метара. Површина општине износи 15,4 km². У самом мјесту је, према процјени из 2010. године, живјело 3.242 становника. Просјечна густина становништва износи 211 становника/km².